# Wladimir Markarianc
Wladimir Markarianc (orm. Վլադիմիր Մարգարյանց, ur. 19 sierpnia 1934 w Jejsku, zm. 2 marca 2000 w Erywaniu) – radziecki i armeński polityk, prezes Rady Ministrów Armeńskiej SRR w latach 1989-1990.
Od 1956 pracował w armaturze w Gieorgijewsku, 1964 ukończył zaocznie technikum budowy maszyn rolniczych w Rostowie nad Donem, w 1970 Wyższą Szkołę Partyjną przy KC KPZR, a w 1977 Instytut Rolniczy w Stawropolu. Od 1967 dyrektor zakładu szkła w Stawropolu, od 1969 przewodniczący rejonowego komitetu wykonawczego, od 1970 I sekretarz Komitetu Rejonowego KPZR w tym mieście, od 1974 przewodniczący miejskiego komitetu wykonawczego. Od 1976 zastępca przewodniczącego komitetu wykonawczego w Kraju Stawropolskim, od 1982 I sekretarz Miejskiego Komitetu KPZR w Stawropolu, od 1985 I sekretarz KPZR w Kraju Stawropolskim, od 1988 zastępca ministra przemysłu medycznego i mikrobiologicznego ZSRR. Od 16 stycznia 1989 do 13 sierpnia 1990 premier Armeńskiej SRR. Od września 1990 I zastępca ministra przemysłu medycznego ZSRR, od maja 1991 prezes zarządu państwowej korporacji farmaceutycznej. Od lipca 1990 członek KC KPZR. Odznaczony dwoma Orderami Czerwonego Sztandaru Pracy i dwoma Orderami „Znak Honoru”.